# Efecto Nueva Zembla

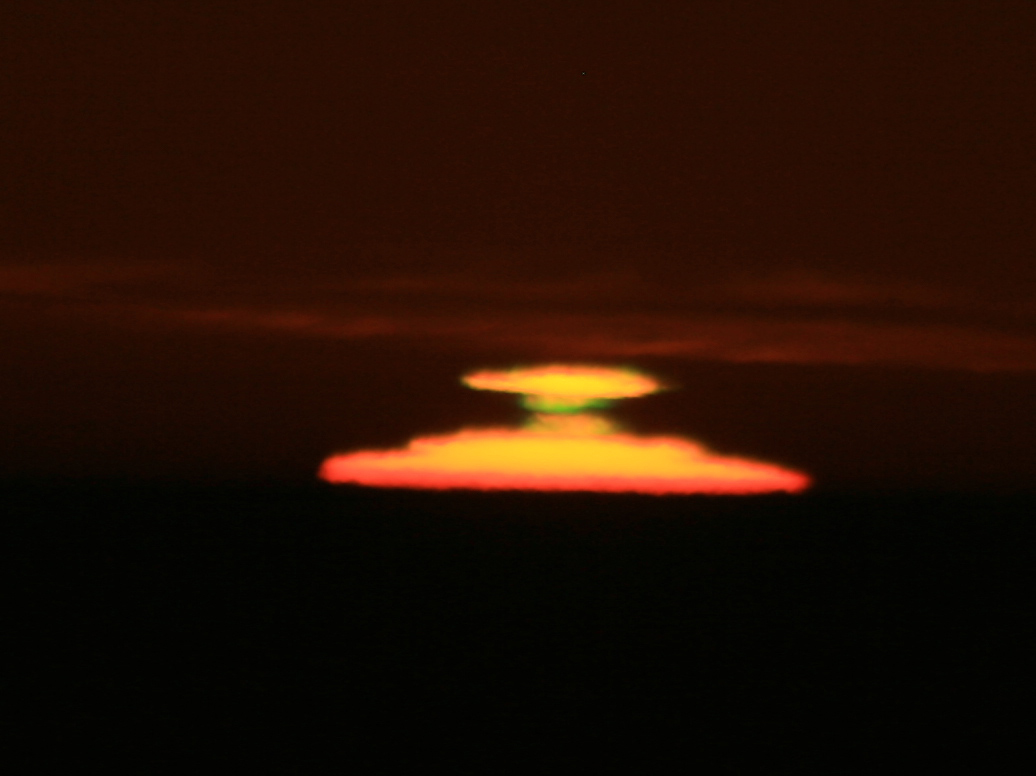
El efecto Nueva Zembla: una imagen distorsionada debida a un espejismo.

El efecto Nueva Zembla es un ejemplo de espejismo polar, causado por la alta refracción de la luz solar entre la termoclinas atmosféricas. Lleva su nombre por la región rusa de Nueva Zembla, donde fue observado por primera vez.
El efecto Nueva Zembla permite ver el sol después de que este se haya puesto (astronómicamente hablando) tras la línea del horizonte y en función de la situación meteorológica, el efecto presentará al Sol como una línea o un cuadrado (que a veces se denomina «Sol rectangular»). El espejismo requiere rayos solares de cientos de kilómetros (al menos 400 km), para tener una capa de inversión que permita conducir la onda luminosa. El espejismo depende del gradiente térmico de la capa de inversión. La luz solar debe doblar la curvatura de la Tierra al menos 400 km para permitir un aumento de la elevación de 5 grados para poder ver el disco solar. Debido a la necesaria longitud de los rayos solares, este efecto se observa principalmente en latitudes elevadas.
La primera persona en observar (en la isla Nueva Zembla) y describir el fenómeno fue Gerrit de Veer, carpintero y cronista de la nefasta tercera expedición (1596-97) en la región ártica del navegante holandés, Willem Barents, en la que perecería.